# UFC Fight Night: Moraes vs. Sandhagen
UFC Fight Night: Moraes vs. Sandhagen (även UFC Fight Night 179, UFC on ESPN+ 37 och UFC Fight Island 5) var en MMA-gala anordnad av UFC. Den ägde rum 11 oktober 2020 på Fight Island i Abu Dhabi, Förenade Arabemiraten.

## Bakgrund
Huvudmatchen var en bantamviktsmatch mellan UFC och WSOF före detta bantamviktsmästaren Marlon Moraes och Cory Sandhagen.
Eftersom galan gick inför tomma läktare kunde UFC anpassa tiderna efter nordamerikanska tittare. Därför började galan tidigt på morgonen 11 oktober. Det tidiga underkortet började 01:00 lokal tid (UTC +4) och huvudkortet 04:00.

## Ändringar
En fjäderviktsmatch mellan Edson Barboza och Sodiq Yusuff var planerad, men 21 september drog sig Yusuff ur av okänd anledning och ersattes av Makwan Amirkhani.

En bantamviktsmatch mellan Tracy Cortez och Bea Malecki var planerad, men 3 oktober meddelades det att Malecki dragit sig ur matchen och ersattes av UFC-debutanten Stephanie Egger.

### Invägning
Vid invägningen strömmad via Youtube vägde utövarna följande:

## Resultat

### Bonusar
Följande MMA-utövare fick bonusar om 50 000 USD vardera:
- Fight of the Night: Ingen utdelad
- Performance of the Night: Cory Sandhagen, Tom Breese, Chris Daukaus och Joaquin Buckley